# 이태규 (배우)
이태규(1980년 4월 10일 ~ )는 대한민국의 배우이다.

## 영화
- (2011년) 《로맨틱 헤븐》 ... 천국사람 5 역
- (2015년) 《발광》 ... 랜턴 역
- (2016년) 《보고싶다》 ... 중년 남자 역
- (2016년) 《두 남자》 ... 성훈 패거리 태규 역
- (2016년) 《히치하이커》 ... 중년남자 역
- (2017년) 《범죄도시》 ... 형사들 역 (단역)
- (2018년) 《원더풀 고스트》 ... 형사 2 역
- (2018년) 《동네사람들》 ... 기태수행원 역
- (2019년) 《암전》 ... 택시기사 역
- (2020년) 《돌멩이》 ... 형사 역
- (2020년) 《죽지 않는 인간들의 밤》 ... 태규 역 (만길 친구)
- (2021년) 《그라운드 제로》 ... 죄수들 역
- (2022년) 천만영화 《범죄도시 2》 ... 화교 살수 2 역 (단역)
- (2023년) 천만영화 《범죄도시 3》 ... 마사 역 (인간말종 8. 3편의 메인 빌런의 왼팔. 리키의 왼팔, 영화 첫 조연)

## 드라마
- (2016년) (OCN) 《38사기동대》
- (2020년) (tvN) 《방법》

## 예능
- (2021년) (채널A) 《요즘 가족 금쪽 수업》